# Alessandra Mussolini
Alessandra Mussolini (Roma, em 30 de dezembro de 1962) é uma política italiana, neta de Benito Mussolini, ex-atriz, cantora e modelo. Atualmente atua como Membro do Parlamento Europeu pela Força Itália. Em 2004, tornou-se a primeira mulher a liderar um partido político na Itália. Ela foi membro da Câmara dos Deputados de 2008 a 2013 e do Senado italiano de 2013 a 2014, foi eleita pelo Povo da Liberdade, que agora faz parte da Força Itália. Foi eleita para o Parlamento Europeu em 2014.
Foi fundadora e líder do partido político conservador nacional Ação Social; de 2004 a 2008, Mussolini também atuou como membro do Parlamento Europeu e foi membro da Câmara dos Deputados, a câmara baixa do Parlamento da Itália, pelo Povo da Liberdade.
Mussolini deixou a política, temporariamente, em dezembro de 2020 para uma nova carreira televisiva, porém em novembro de 2022 retornou como membra do Parlamento, sucedendo Antonio Tajani, após sua eleição para a Câmara dos Deputados.